# Grand Prix der Volksmusik 2003
Der 18. Grand Prix der Volksmusik fand am 6. September 2003 in Rust (Deutschland) statt. Teilnehmerländer waren wie in den Vorjahren Deutschland, Österreich, die Schweiz und Südtirol. In jedem Land wurde eine öffentliche Vorentscheidung im Fernsehen durchgeführt. Dabei wurden jeweils vier Titel für das Finale ermittelt. Die Veranstaltungen, zu denen jeweils eine CD mit allen Teilnehmern erschien, wurden live übertragen.
Das Finale wurde vom ZDF im Rahmen einer Eurovisionssendung aus Rust übertragen und vom ORF, von der SRG und der RAI Bozen übernommen. Moderator war Thomas Ohrner, der bereits durch die deutsche Vorentscheidung führte. Die Startfolge der Titel und Länder war zuvor ausgelost worden. Nach Vorstellung der Titel konnten die Zuschauer aus den Teilnehmerländern ihren Favorit per TED bestimmen.
Am Ende der Wertung stand dann Marc Pircher als Sieger des Grand Prix der Volksmusik 2003 fest. Sein Titel Hey Diandl spürst es so wie i hatte er selbst zusammen mit Fritz Diesenreither und Claus Haslinger komponiert und getextet. Damit holte Marc Pircher wie im Vorjahr das Nockalm Quintett erneut den Sieg des Grand Prix nach Österreich.
Als Austragungsort des nächsten Grand Prix der Volksmusik 2004 wurde unabhängig vom Land des Siegers Wien festgelegt.

## Die Platzierung der schweizerischen Vorentscheidung 2003
| Startnr.          | Interpret                            | Titel                            | Platz | Punkte |
| ----------------- | ------------------------------------ | -------------------------------- | ----- | ------ |
| ?                 | Rahel Tarelli                        | Auf das Leben                    | 0?    | ?      |
| ?                 | ChueLee                              | Immer locker vom Hocker          | 0?    | ?      |
| ?                 | Säntis-Feger                         | Sieben kleine Sünden             | 0?    | ?      |
| ?                 | ComBox                               | Was ist denn nur so schwer daran | 0?    | ?      |
| ?                 | Calimeros                            | Angel Eyes                       | 0?    | ?      |
| ?                 | Paloma                               | Cappuccino italiano              | 0?    | ?      |
| ?                 | Ralph Martens                        | Dideldadeldudei                  | 0?    | ?      |
| ?                 | Patrizia di Bari und Claudio Silvano | Regenbogen                       | 0?    | ?      |
| ?                 | Valérie May und Stefan Roos          | C’est l’amour – So ist die Liebe | 0?    | ?      |
| ?                 | Roland                               | Schick deine Träume her zu mir   | 0?    | ?      |
| ?                 | Diana                                | Süß wie Schokolade               | 0?    | ?      |
| ?                 | Leonardo                             | Tu sei bellissima                | 0?    | ?      |
| Veranstaltungsort | Veranstaltungsort                    | ?                                | ?     | ?      |

## Die Platzierung der deutschen Vorentscheidung 2003
| Startnr.          | Interpret                                  | Titel                                | Platz   | %       |
| ----------------- | ------------------------------------------ | ------------------------------------ | ------- | ------- |
| ?                 | Die Schmalzler                             | Du bist schön                        | 0?      | ?       |
| ?                 | Claudio Deri                               | Giovanna                             | 01.     | ?       |
| ?                 | Captain Cook und seine singenden Saxophone | Ich denk so gern an Billy Vaughn     | 0?      | ?       |
| ?                 | Sheila                                     | Spiel ganz leis’ die Balalaika       | 0?      | ?       |
| ?                 | Nina Viola                                 | Der Sonne scheint es gut zu geh’n    | 0?      | ?       |
| ?                 | Andy Wolff                                 | Ein weißes Kleid                     | 0?      | ?       |
| ?                 | Wolfgang Herrmann                          | Gabriella                            | 0?      | ?       |
| ?                 | Reiner Kirsten                             | Hörst du?                            | 0?      | ?       |
| ?                 | Heike Schäfer                              | Ich brauch ein bisschen Zärtlichkeit | 0?      | ?       |
| ?                 | Drachenburg Musikanten                     | Jeder braucht a Stückerl Himmel      | 0?      | ?       |
| ?                 | Küsten-Rebellen                            | Männer so schön wie der Norden       | 0?      | ?       |
| ?                 | Allgäu Power                               | Oschaua derfma oba ofassn net        | 0?      | ?       |
| ?                 | Axel Becker                                | Wie Sterne strahlen deine Augen      | 0?      | ?       |
| ?                 | @lpin AG                                   | Zärtlichkeit und Edelweiß            | 0?      | ?       |
| Veranstaltungsort | Veranstaltungsort                          | München                              | München | München |

## Die Platzierung der österreichischen Vorentscheidung 2003
| Startnr.          | Interpret                     | Titel                             | Platz | Punkte |
| ----------------- | ----------------------------- | --------------------------------- | ----- | ------ |
| 10                | Frei                          | Da fing der Sommer noch einmal an | 1     | 16,9 % |
| 05                | Marc Pircher                  | Hey Diandl, spürst es so wie i?   | 2     | 15,2 % |
| 13                | Gerit Melcher                 | Zeig mir noch einmal die Heimat   | 3     | 13,6 % |
| 02                | Marlena Martinelli            | Wenn Männer wüssten …             | 4     | 7,9 %  |
| 01                | Christiane Meissnitzer Band   | S’Leben is a Hit                  | 0?    | ?      |
| 03                | Andreas Winkler               | Canzone d’amore                   | 0?    | ?      |
| 04                | Alpenrebellen                 | Herzklopfenzeit                   | 0?    | ?      |
| 06                | Zillertal Buam                | Umma über’n Berg                  | 0?    | ?      |
| 07                | Romana Rossi                  | Mit dir fällt Schnee im Juli      | 0?    | ?      |
| 08                | Lei Drei GmbR                 | Kaktus                            | 0?    | ?      |
| 09                | Alexandra Thöni und Eichblatt | Ich bin dein Lebenslauf           | 0?    | ?      |
| 11                | Zillertaler Haderlumpfen      | Jetzt weht a anderer Wind         | 0?    | ?      |
| 12                | Die Gschandtner               | Ohne Sunn gibt’s koan Tag         | 0?    | ?      |
| 14                | Die Trenkwalder               | Du bist die Sonn’                 | 0?    | ?      |
| 15                | Alexander M. Helmer           | So sehen Sieger aus               | 0?    | ?      |
| Veranstaltungsort | Veranstaltungsort             | ?                                 | ?     | ?      |

## Die Platzierung der südtirolischen Vorentscheidung 2003
Die ersten vier Titel kamen ins Finale.
| Startnr.          | Interpret                         | Titel                                | Platz | Punkte |
| ----------------- | --------------------------------- | ------------------------------------ | ----- | ------ |
| 10                | Vincent und Fernando              | Für immer und ewig: Ti amo           | 0?    | ?      |
| 14                | Belsy                             | Heimat entsteht                      | 0?    | ?      |
| 15                | Original Südtiroler Spitzbuam     | Mille grazie                         | 0?    | ?      |
| 09                | Original Südtiroler Musikanten    | Zauber der Dolomiten (instr.)        | 0?    | ?      |
| 01                | Die Psayrer mit Männerchor        | Andreas Hofer – Der Schrei der Adler | 0?    | ?      |
| 02                | Freiheit                          | Der König von Juval                  | 0?    | ?      |
| 03                | Die Schwarzensteiner              | Mir san und bleib’n Tiroler          | 0?    | ?      |
| 04                | Angelina                          | Ein roter Luftballon                 | 0?    | ?      |
| 05                | Juval                             | Trau keinem der net singt            | 0?    | ?      |
| 06                | Die Vaiolets                      | Heimweh nach den Bergen              | 0?    | ?      |
| 07                | Die Trenser                       | Samba in Südtirol                    | 0?    | ?      |
| 08                | Maria Vivaldelli und Ulli Bastian | Wenn die Sehnsucht                   | 0?    | ?      |
| 11                | Bergwind                          | Der Garten der Rose                  | 0?    | ?      |
| 12                | Die Alpenfrieden                  | Das letzte Licht am Cima Tosa        | 0?    | ?      |
| 13                | Rudy Giovannini                   | Ein bisschen Vino                    | 0?    | ?      |
| Veranstaltungsort | Veranstaltungsort                 | Meran                                | Meran | Meran  |

## Die Platzierung des Grand Prix der Volksmusik 2003
| Startnr.          | Land              | Interpret                                  | Titel                                     | Platz                          | Punkte                         |
| ----------------- | ----------------- | ------------------------------------------ | ----------------------------------------- | ------------------------------ | ------------------------------ |
| 01                | A                 | Marc Pircher                               | Hey Diandl spürst es so wie i             | 01.                            | 36                             |
| 03                | D                 | Claudio Deri                               | Giovanna                                  | 02.                            | 33                             |
| 06                | I                 | Belsy                                      | Heimat entsteht                           | 03.                            | 31                             |
| 02                | I                 | Original Südtiroler Spitzbuam              | Mille grazie                              | 04.                            | 29                             |
| 13                | A                 | Gerit Melcher                              | Zeig mir noch einmal die Heimat           | 05.                            | 27                             |
| 16                | CH                | ComBox                                     | Was ist denn nur so schwer daran          | 06.                            | 23                             |
| 10                | I                 | Vincent und Fernando                       | Für immer und ewig: Ti amo                | 07.                            | 22                             |
| 15                | D                 | Sheila                                     | Spiel ganz leis’ die Balalaika            | 08.                            | 20                             |
| 05                | A                 | Frei                                       | Da fing der Sommer noch einmal an         | 09.                            | 17                             |
| 07                | D                 | Captain Cook und seine singenden Saxophone | Ich denk so gern an Billy Vaughn (instr.) | 10.                            | 15                             |
| 14                | I                 | Original Südtiroler Musikanten             | Zauber der Dolomiten (instr.)             | 11.                            | 13                             |
| 04                | CH                | Rahel Tarelli                              | Auf das Leben                             | 12.                            | 13                             |
| 11                | D                 | Die Schmalzler                             | Du bist schön                             | 13.                            | 09                             |
| 09                | A                 | Marlena Martinelli                         | Wenn Männer wüssten …                     | 14.                            | 09                             |
| 08                | CH                | ChueLee                                    | Immer locker vom Hocker                   | 15.                            | 09                             |
| 12                | CH                | Säntis-Feger                               | Sieben kleine Sünden                      | 16.                            | 06                             |
| Veranstaltungsort | Veranstaltungsort | Europa-Park, Rust, Deutschland             | Europa-Park, Rust, Deutschland            | Europa-Park, Rust, Deutschland | Europa-Park, Rust, Deutschland |

Die Titel erschienen auch auf einer CD.